# 黄萼红景天
黄萼红景天（学名：Rhodiola litwinowii）是景天科红景天属的植物。分布在俄罗斯、蒙古以及中国大陆的新疆等地，生长于海拔3,200米的地区，目前尚未由人工引种栽培。